# Лејк Чарлс (Луизијана)
Лејк Чарлс (енгл. Lake Charles) град је у америчкој савезној држави Луизијана.

## Демографија
По попису из 2010. године број становника је 71.993, што је 236 (0,3%) становника више него 2000. године.
| Група             | 2000.          | 2010.          |
| Белци             | 35.540 (49,5%) | 32.793 (45,6%) |
| Афроамериканци    | 33.599 (46,8%) | 34.319 (47,7%) |
| Азијати           | 770 (1,1%)     | 1.193 (1,7%)   |
| Хиспаноамериканци | 1.007 (1,4%)   | 2.069 (2,9%)   |
| Укупно            | 71.757         | 71.993         |